# Казе Нарди-Скопел (Тревизо)
Казе Нарди-Скопел је насеље у Италији у округу Тревизо, региону Венето.
Према процени из 2011. у насељу је живело 75 становника. Насеље се налази на надморској висини од 60 м.